# Бригела
Бригела (на италиански: Brighella) е персонаж от Комедия дел арте, може би един от най-странните герои.
Той е бивш селянин, от Бергамо, говорещ на типичния за този район диалект. Работи като слуга и често краде и лъже. Носи платнена свободна бяла блуза, дълги свободни бели панталони, плащ и бяла шапка. Костюмът му е обшит със зелени ивици. На кръста му стои черен колан със затъкнат кинжал. Обувките му са от жълта кожа. Маската е с коса, тъмна (обикновено маслинено зелено), с черни мустаци и брада.
Той е ловък и повратлив, разведен, нагъл, храбър, многословен, по принцип зъл и безмилостен, но понякога весел и безгрижен. Пред силните на деня е винаги услужлив. Не обича старците, защото счита, че те пречат на младите да живеят своя живот. Стрееми се усилено към щастието.